# Mykołajiwka (hromada Kobelaky)
Mykołajiwka (ukr. Миколаївка) – wieś na Ukrainie, w obwodzie połtawskim, w rejonie połtawskim. W 2001 liczyła 124 mieszkańców, spośród których 122 wskazało jako ojczysty język ukraiński, 1 rosyjski, a 1 mołdawski.

## Urodzeni
- Aleksandr Kowalenko, radziecki polityk.